# Liste der Bodendenkmäler in Grafenwöhr
Auf dieser Seite sind die Bodendenkmäler in der Oberpfälzer Stadt Grafenwöhr zusammengestellt. Diese Tabelle ist eine Teilliste der Liste der Bodendenkmäler in Bayern. Grundlage ist die Bayerische Denkmalliste, die auf Basis des Bayerischen Denkmalschutzgesetzes vom 1. Oktober 1973 erstmals erstellt wurde und seither durch das Bayerische Landesamt für Denkmalpflege geführt wird. Die folgenden Angaben ersetzen nicht die rechtsverbindliche Auskunft der Denkmalschutzbehörde.

## Bodendenkmäler in Grafenwöhr
| Lage       | Objekt | Akten-Nr.     | Bild         |
| ---------- | --- | ------------- | ------------ |
| (Standort) | Untertägige frühneuzeitliche Befunde in der Wüstung "Hirschmühle".                                                                                   | D-3-6236-0013 |              |
| (Standort) | Untertägige frühneuzeitliche Befunde in der Wüstung "Hermannshof".                                                                                   | D-3-6236-0014 |              |
| (Standort) | Untertägige mittelalterliche und frühneuzeitliche Befunde in der Wüstung "Walpershof".                                                               | D-3-6236-0019 |              |
| (Standort) | Untertägige mittelalterliche und frühneuzeitliche Befunde in der Wüstung "Zißenhof".                                                                 | D-3-6236-0021 |              |
| (Standort) | Untertägige mittelalterliche und frühneuzeitliche Befunde in der Wüstung "Baumühle".                                                                 | D-3-6236-0022 |              |
| (Standort) | Untertägige mittelalterliche und frühneuzeitliche Befunde in der Wüstung "Höhenberg".                                                                | D-3-6236-0023 |              |
| (Standort) | Untertägige mittelalterliche und frühneuzeitliche Befunde in der Wüstung "Leuzenhof",                                                                | D-3-6236-0024 |              |
| (Standort) | Untertägige mittelalterliche und frühneuzeitliche Befunde in der Wüstung "Portenreuth".                                                              | D-3-6236-0025 |              |
| (Standort) | Untertägige mittelalterliche und frühneuzeitliche Befunde in der Wüstung "Erlbach".                                                                  | D-3-6236-0026 |              |
| (Standort) | Untertägige mittelalterliche und frühneuzeitliche Befunde in der Wüstung "Kotzmanns".                                                                | D-3-6236-0027 |              |
| (Standort) | Untertägige mittelalterliche und frühneuzeitliche Befunde in der Wüstung "Meilendorf".                                                               | D-3-6236-0028 |              |
| (Standort) | Untertägige mittelalterliche und frühneuzeitliche Befunde in der Wüstung "Eibenstock",                                                               | D-3-6236-0029 |              |
| (Standort) | Untertägige mittelalterliche und frühneuzeitliche Befunde in der Wüstung                                                                             | D-3-6236-0031 |              |
| (Standort) | Untertägige mittelalterliche und frühneuzeitliche Befunde in der Wüstung                                                                             | D-3-6236-0032 |              |
| (Standort) | Untertägige mittelalterliche und frühneuzeitliche Befunde in der Wüstung                                                                             | D-3-6236-0033 |              |
| (Standort) | Untertägige mittelalterliche und frühneuzeitliche Befunde in der Wüstung "Pappenberg".                                                               | D-3-6236-0034 |              |
| (Standort) | Untertägige Befunde im Bereich des frühneuzeitlichen Schlosses in der Wüstung                                                                        | D-3-6236-0036 |              |
| (Standort) | Archäologische Befunde der Mittelalters und der frühen Neuzeit                                                                                       | D-3-6236-0037 |              |
| (Standort) | Aufgelassener Ortsfriedhof der Wüstung "Pappenberg".                                                                                                 | D-3-6236-0039 |              |
| (Standort) | Archäologische Befunde des Mittelalters und der frühen Neuzeit                                                                                       | D-3-6236-0040 |              |
| (Standort) | Untertägige Befunde der abgegangenen spätmittelalterlichen Kirche Hl. Geist                                                                          | D-3-6236-0041 |              |
| (Standort) | Spätmittelalterliche Wüstung "Hell". | D-3-6236-0060 |              |
| (Standort) | Mittelalterlicher Burgstall. | D-3-6236-0104 |              |
| (Standort) | Archäologische Befunde der abgegangenen mittelalterlichen und frühneuzeitlichen Kirche                                                               | D-3-6237-0001 |              |
| (Standort) | Mittelalterlicher Burgstall. | D-3-6237-0002 |              |
| (Standort) | Wallanlage vor- und frühgeschichtlicher, mittelalterlicher oder neuzeitlicher Zeitstellung.                                                          | D-3-6237-0005 |              |
| (Standort) | Siedlung vor- und frühgeschichtlicher, mittelalterlicher oder neuzeitlicher Zeitstellung.                                                            | D-3-6237-0007 |              |
| (Standort) | Untertägige frühneuzeitliche Befunde in der Wüstung "Schaumbachmühle".                                                                               | D-3-6237-0023 |              |
| (Standort) | Untertägige mittelalterliche und frühneuzeitliche Befunde in der Wüstung „Grünhund“, darunter die Spuren eines Eisenhammers mit zugehörigem Schloss. | D-3-6237-0024 |              |
| (Standort) | Archäologische Befunde und Funde im Bereich der Kath. Pfarrkirche Mariä Himmelfahrt                                                                  | D-3-6237-0027 |              |
| (Standort) | Untertägige Befunde im Bereich der Kath. Friedhofkirche St. Ursula in Grafenwöhr.                                                                    | D-3-6237-0028 |              |
| (Standort) | Untertägige Befunde der spätmittelalterlichen Stadtbefestigung von Grafenwöhr mit Mauer                                                              | D-3-6237-0030 |              |
| (Standort) | Archäologische Befunde und Funde des Mittelalters und der frühen Neuzeit                                                                             | D-3-6237-0031 |              |
| (Standort) | Archäologische Befunde der frühen Neuzeit im Bereich der Kath. Maria-Hilf-Kirche                                                                     | D-3-6237-0033 |              |
| (Standort) | Frühneuzeitliche Hofwüstung "Mark". | D-3-6237-0034 |              |
| (Standort) | Archäologische Befunde der frühen Neuzeit im Bereich der Kirchenruine Maria Hilf                                                                     | D-3-6335-0041 |              |
| (Standort) | Untertägige mittelalterliche und frühneuzeitliche Befunde in der Wüstung "Unterdornbach".                                                            | D-3-6335-0042 |              |
| (Standort) | Vorgeschichtlicher Bestattungsplatz mit mindestens einem Grabhügel.                                                                                  | D-3-6335-0065 |              |
| (Standort) | Höhle A 113b ("Untere Silberfelsenhöhle") mit Funden der Urnenfelderzeit                                                                             | D-3-6336-0003 |              |
| (Standort) | Höhle "Windloch" (A 114) mit vorgeschichtlichen Funden                                                                                               | D-3-6336-0006 | Bodendenkmal |
| (Standort) | Untertägige mittelalterliche und frühneuzeitliche Befunde in der Wüstung "Hopfenohe".                                                                | D-3-6336-0014 |              |
| (Standort) | Untertägige mittelalterliche und frühneuzeitliche Befunde in der Wüstung "Beilenstein".                                                              | D-3-6336-0016 |              |
| (Standort) | Untertägige mittelalterliche und frühneuzeitliche Befunde in der Wüstung "Pinzing".                                                                  | D-3-6336-0017 |              |
| (Standort) | Untertägige mittelalterliche und frühneuzeitliche Befunde in der Wüstung "Sommerhau".                                                                | D-3-6336-0018 |              |
| (Standort) | Untertägige mittelalterliche und frühneuzeitliche Befunde in der Wüstung "Frohnhof".                                                                 | D-3-6336-0019 |              |
| (Standort) | Untertägige mittelalterliche und frühneuzeitliche Befunde in der Wüstung "Nunkas".                                                                   | D-3-6336-0020 |              |
| (Standort) | Untertägige mittelalterliche und frühneuzeitliche Befunde in der Wüstung "Wolframs".                                                                 | D-3-6336-0021 |              |
| (Standort) | Untertägige mittelalterliche und frühneuzeitliche Befunde in der Wüstung "Dorfgänlas".                                                               | D-3-6336-0022 |              |
| (Standort) | Untertägige mittelalterliche und frühneuzeitliche Befunde in der Wüstung "Dörnlasmühle".                                                             | D-3-6336-0023 |              |
| (Standort) | Untertägige mittelalterliche und frühneuzeitliche Befunde in der Wüstung "Hammergänlas",                                                             | D-3-6336-0024 |              |
| (Standort) | Untertägige frühneuzeitliche Befunde in der Wüstung "Hammermühle".                                                                                   | D-3-6336-0025 |              |
| (Standort) | Untertägige mittelalterliche und frühneuzeitliche Befunde in der Wüstung "Bergfried".                                                                | D-3-6336-0026 |              |
| (Standort) | Untertägige mittelalterliche und frühneuzeitliche Befunde in der Wüstung "Hebersreuth".                                                              | D-3-6336-0027 |              |
| (Standort) | Untertägige mittelalterliche und frühneuzeitliche Befunde in der Wüstung "Kaundorf".                                                                 | D-3-6336-0028 |              |
| (Standort) | Untertägige mittelalterliche und frühneuzeitliche Befunde in der Wüstung "Zeltenreuth".                                                              | D-3-6336-0029 |              |
| (Standort) | Untertägige mittelalterliche und frühneuzeitliche Befunde in der Wüstung "Bernreuth".                                                                | D-3-6336-0030 |              |
| (Standort) | Untertägige mittelalterliche und frühneuzeitliche Befunde in der Wüstung "Ebersberg".                                                                | D-3-6336-0031 |              |
| (Standort) | Untertägige frühneuzeitliche Befunde in der Wüstung "Pommershof".                                                                                    | D-3-6336-0032 |              |
| (Standort) | Untertägige frühneuzeitliche Befunde in der Wüstung "Kühberg".                                                                                       | D-3-6336-0033 |              |
| (Standort) | Untertägige frühneuzeitliche Befunde in der Wüstung "Schmierhütte".                                                                                  | D-3-6336-0034 |              |
| (Standort) | Untertägige mittelalterliche und frühneuzeitliche Befunde in der Wüstung "Altenweiher"                                                               | D-3-6336-0035 |              |
| (Standort) | Untertägige frühneuzeitliche Befunde in der Wüstung "Wirlhof".                                                                                       | D-3-6336-0036 |              |
| (Standort) | Untertägige mittelalterliche und frühneuzeitliche Befunde in der Wüstung "Fenkenhof".                                                                | D-3-6336-0041 |              |
| (Standort) | Untertägige mittelalterliche und frühneuzeitliche Befunde in der Wüstung "Hellziechen"                                                               | D-3-6336-0042 |              |
| (Standort) | Untertägige mittelalterliche und frühneuzeitliche Befunde in der Wüstung "Betzlhof".                                                                 | D-3-6336-0043 |              |
| (Standort) | Untertägige mittelalterliche und frühneuzeitliche Befunde in der Wüstung "Schindlhof".                                                               | D-3-6336-0045 |              |
| (Standort) | Untertägige frühneuzeitliche Befunde in der Wüstung "Schwarzenhäusl".                                                                                | D-3-6336-0046 |              |
| (Standort) | Untertägige mittelalterliche und frühneuzeitliche Befunde in der Wüstung "Haag".                                                                     | D-3-6336-0047 |              |
| (Standort) | Bestattungsplatz vor- und frühgeschichtlicher oder frühmittelalterlicher Zeitstellung.                                                               | D-3-6336-0048 |              |
| (Standort) | Untertägige Befunde der abgegangenen mittelalterlichen und frühneuzeitlichen Kirche                                                                  | D-3-6336-0050 |              |
| (Standort) | Archäologische Befunde des Mittelalters und der frühen Neuzeit                                                                                       | D-3-6336-0051 |              |
| (Standort) | Untertägige Befunde des frühneuzeitlichen Schlosses und der mittelalterlichen Burg                                                                   | D-3-6336-0052 |              |
| (Standort) | Mittelalterliche und frühneuzeitliche Befunde im Bereich der Kirchenruine St. Michael                                                                | D-3-6336-0053 |              |
| (Standort) | Mindestens ein vorgeschichtlicher Grabhügel. | D-3-6336-0055 |              |
| (Standort) | Untertägige mittelalterliche und frühneuzeitliche Befunde in der Wüstung                                                                             | D-3-6336-0059 |              |
| (Standort) | Mittelalterlicher Burgstall. | D-3-6336-0062 |              |
| (Standort) | Historisches Eisenerzabbaugebiet mit Pingen und Halden.                                                                                              | D-3-6336-0065 |              |
| (Standort) | Historisches Eisenerzabbaugebiet mit Pingen und Halden.                                                                                              | D-3-6336-0066 |              |
| (Standort) | Verebneter mittelalterlicher Turmhügel. | D-3-6337-0001 |              |
| (Standort) | Untertägige frühneuzeitliche Befunde in der Wüstung "Erzhäusl".                                                                                      | D-3-6337-0004 |              |
| (Standort) | Untertägige frühneuzeitliche Befunde in der Wüstung "Wolfslegel".                                                                                    | D-3-6337-0005 |              |
| (Standort) | Untertägige frühneuzeitliche Befunde in der Wüstung „Grünhunder Schmierhütte“.                                                                       | D-3-6337-0006 |              |
| (Standort) | Untertägige frühneuzeitliche Befunde in der Wüstung "Untere Schmierhütte".                                                                           | D-3-6337-0007 |              |
| (Standort) | Untertägige frühneuzeitliche Befunde in der Wüstung "Flügelsburg".                                                                                   | D-3-6337-0008 |              |
| (Standort) | Archäologische Befunde und Funde des Mittelalters und der frühen Neuzeit                                                                             | D-3-6337-0010 |              |
| (Standort) | Archäologische Befunde des Mittelalters und der frühen Neuzeit im Bereich der Kath. Kirche                                                           | D-3-6337-0011 |              |
| (Standort) | Frühneuzeitliches Eisenerzabbaugebiet mit Pingen, Schächten und Halden.                                                                              | D-3-6337-0014 |              |
| (Standort) | Archäologische Befunde und Funde des Mittelalters und der frühen Neuzeit                                                                             | D-3-6337-0032 |              |